# Ratusz w Mohylewie
Ratusz w Mohylewie – zabytkowy ratusz pochodzący z XVII wieku, zniszczony w czasie II wojny światowej i zburzony przez władze sowieckie. Odbudowany w latach 2007–2008. 

## Historia
Ratusz został wzniesiony na mohylewskim rynku pod koniec XVII wieku. Elementem charakterystycznym była wysoka ośmioboczna wieża. W latach 1679–1681 wzniesiono nowy budynek na planie prostokąta o wymiarach 28 na 10,5 metra, później (1682–1686) dobudowując 26-metrową wieżę autorstwa mistrza Kruzberga z Bychowa. W 1692 wieżę zastąpiła nowa o wysokości 38 metrów. Po I rozbiorze Polski w 1772 ratusz przebudowano w stylu klasycystycznym dobudowując m.in. blaszany dach. Na rynku, którego nazwę zmieniono na pl. Gubernatorski, stworzono kompozycję architektoniczną obejmującą również domy gubernatora i wicegubernatora. 
W czasie II wojny światowej ratusz został zniszczony i ostatecznie zburzony w latach 40. przez władze sowieckie. W latach 70. na miejscu po ratuszu prowadzono prace archeologiczne. W latach 2007–2008 obiekt odbudowano w kształcie nawiązującym do okresu międzywojennego. 

## Galeria

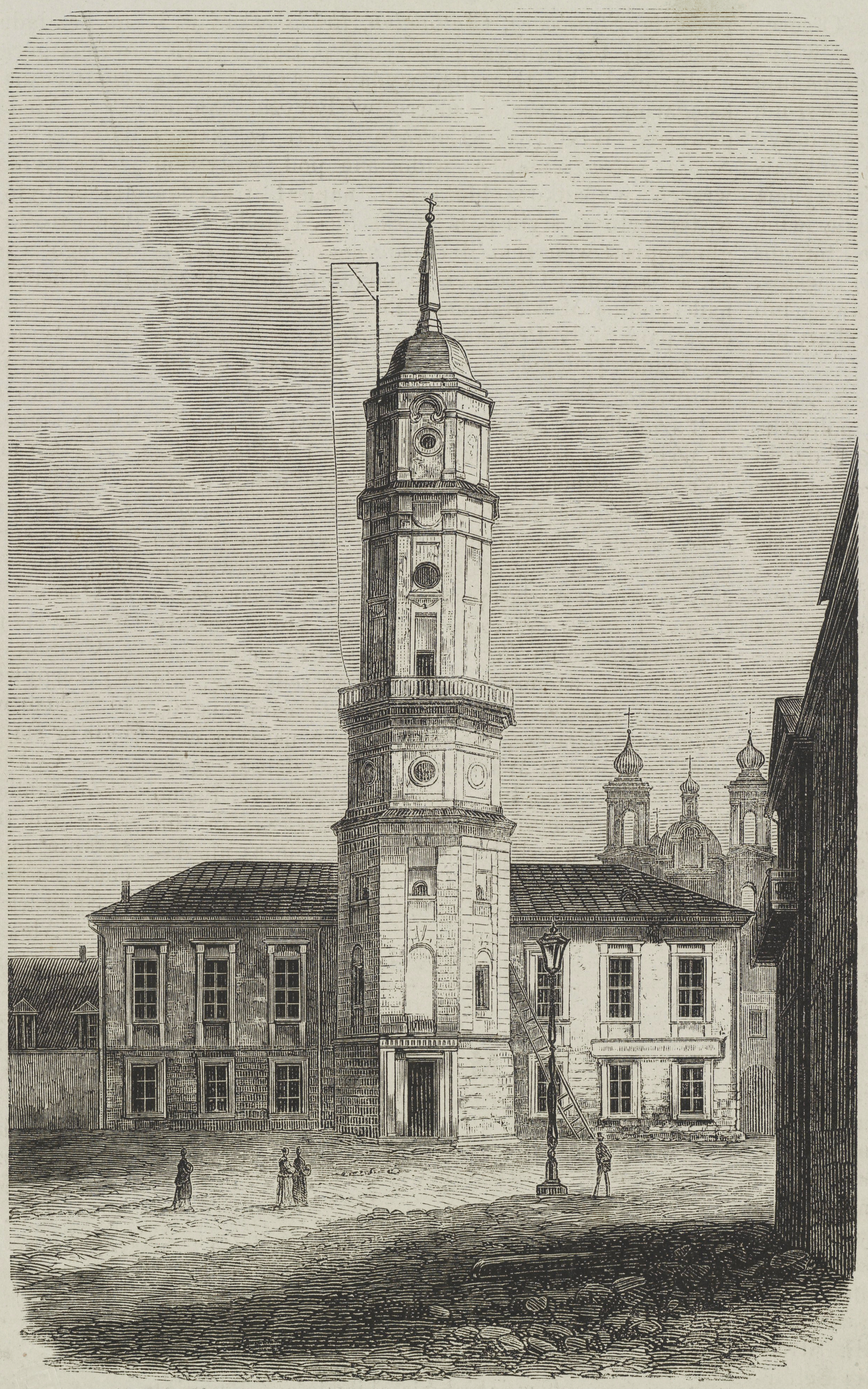
Ratusz w 1871 roku
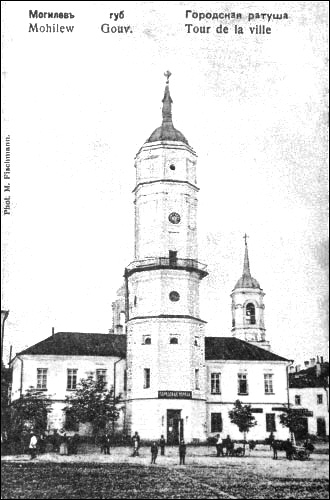
Ratusz na początku XX wieku
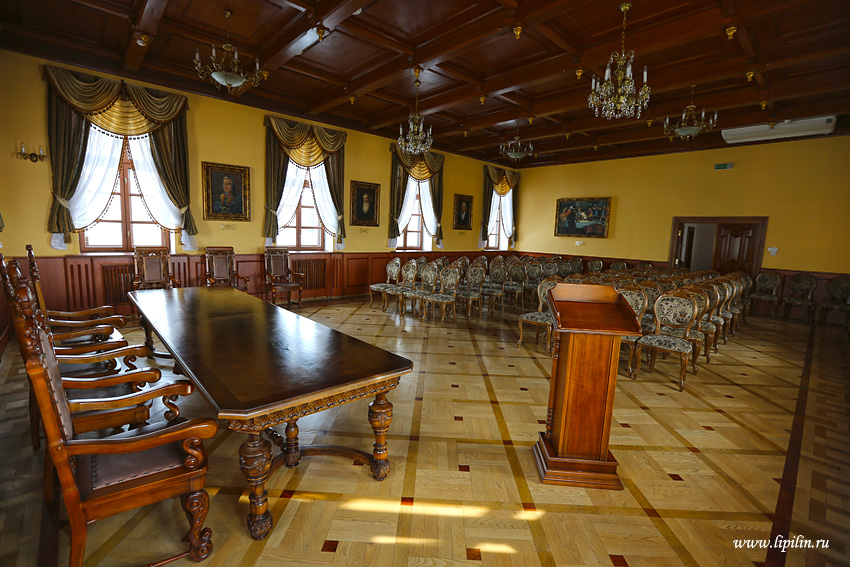
Sala ratusza
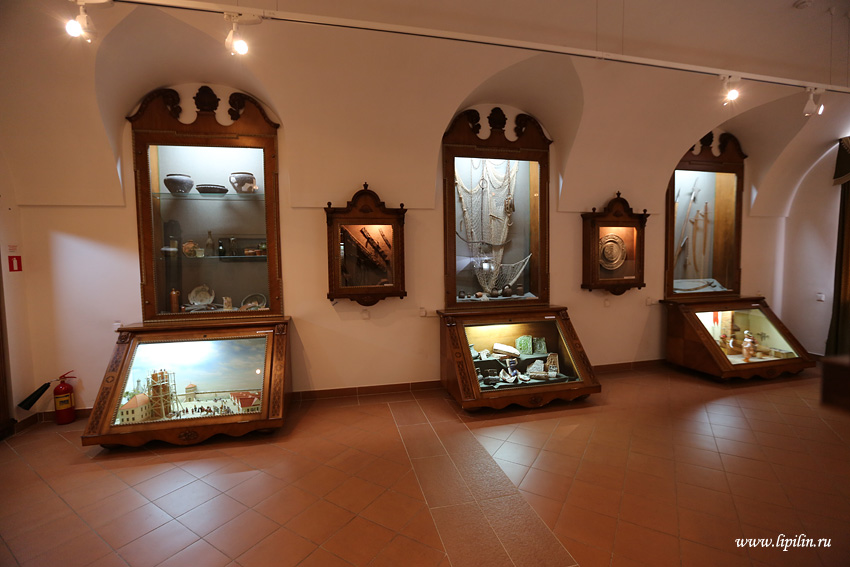
Muzeum historii Mohylewa